# Colurella collaris
Colurella collaris är en hjuldjursart som beskrevs av Wulfert 1965. Colurella collaris ingår i släktet Colurella och familjen Lepadellidae. Inga underarter finns listade i Catalogue of Life.